# بيتر فريدريك هولست
بيتر فريدريك هولست (بالنرويجية البوكمول: Peter Fredrik Holst)‏ هو بروفيسور وطبيب نرويجي، ولد في 23 ديسمبر 1861 في تروندهايم في النرويج، وتوفي في 5 يناير 1935.